# Sony Ericsson K750i
Sony Ericsson K750i es un teléfono móvil de la Gama Alta de Sony Ericsson, sucesor del K700, y sucedido por el K790/K800 y tiene una cámara de 2 Megapixeles, autofocus y flash de LEDS.

## Características
- Cámara Fotográfica de 2 Megapixeles
- 34 MB de Memoria Interna con Memoria Extra de 64 MB, expandible hasta 1 gb
- Tonos MP3 y AAC

## Variantes
- K758c - Teléfono para China
- W800i - Versión Walkman de este modelo.
- Sony Ericsson w700i/w700i - versión walkman de este modelo.

- Datos: Q606942
- Multimedia: Sony Ericsson K750 / Q606942